# Abrahám

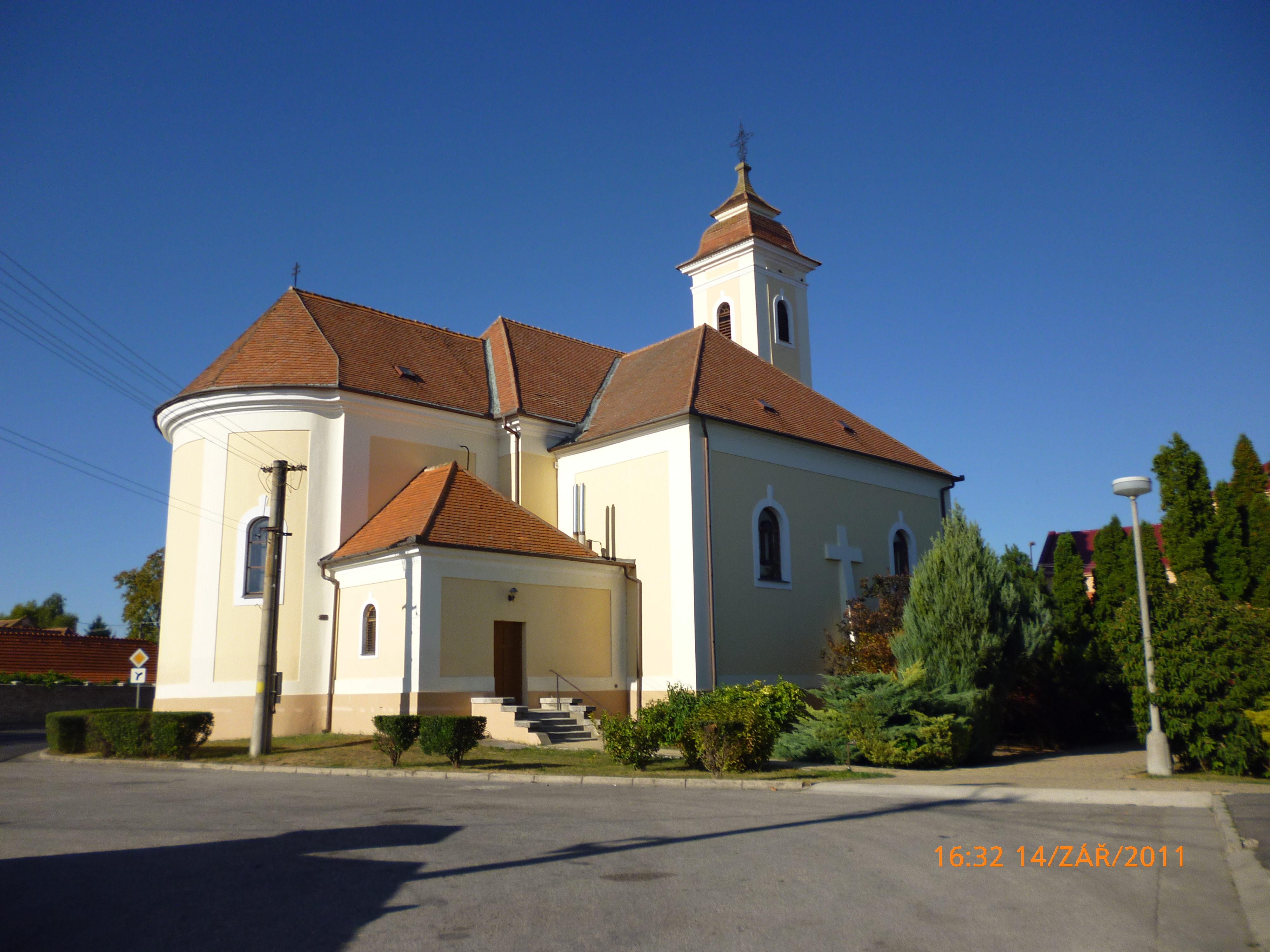
Kerk van Abrahám

Abrahám (Hongaars: Ábrahám) is een Slowaakse gemeente in de regio Trnava, en maakt deel uit van het district Galanta.
Abrahám telt 1.093 inwoners.